# سرطان الرئة
سرطان الرئة (بالإنجليزية: Lung cancer) هو ورم خبيث ينشأ في الرئة بسبب تلف جيني في الحمض النووي لخلايا مجرى الهواء. غالبًا ما يرتبط سرطان الرئة بتدخين التبغ أو استنشاق المواد الكيمائية الضارة. تكتسب خلايا مجرى الهواء القدرة على أن تنقسم انقسامًا غيرَ مقيِّدٍ مسببةً نمو الورم، وإذا لم يُعالج الورم ينتشر في كل الرئة مما يضر بوظيفتها، وينتشر الورم في النهاية إلى جميع أجزاء الجسم عبر عملية الانبثاث.
غالبًا لا تظهر أعراض سرطان الرئة في مراحله الأولى فلا يُكتشف إلا من خلال التصوير التشخيصي، وعندما يتطور المرض يعاني معظم الناس من مشاكل تنفسية لانوعيَّة كالسعال وضيق النفس وألم الصدر. تعتمد الأعراض الأخرى على موقع الورم وحجمه. يخضع المشتبه في إصابتهم بسرطان الرئة عادةً لسلسلة من الفحوصات التصويرية لتحديد موقع الورم ودرجة انتشاره، ولتأكيد تشخيص الإصابة بسرطان الرئة لا بد من فحص خزعة من الورم المشتبه فيه تحت المجهر حيث يمكن لأخصائي علم الأمراض تصنيف الورم حسب نوع الخلايا التي نشأ منها فضلًا عن التعرف عليه. قرابة 15% من سرطانات الرئة من سرطانات الخلايا الصغيرة بينما 85% منها من سرطانات الرئة غير صغيرة الخلايا كالسرطانة الغدية والسرطانة حرشفية الخلايا وسرطانة الرئة كبيرة الخلايا. يُجرى بعد تشخيص المرض فحوصات تصويرية وخزعات إضافية لتحديد مرحلة السرطان بناءً على مدى انتشاره.
يُعالج سرطان الرئة في مراحله الأولى بالجراحة لإزالة الورم ثم يُتبع أحيانًا بالعلاج الإشعاعي والكيميائي لقتل ما بقي من الخلايا السرطانية أما في المراحل المتقدمة فيُعالج بالعلاج الإشعاعي والكيميائي بجانب الأدوية التي تستهدف أنواعًا فرعيةً محددة من السرطان. لا يتجاوز معدل البقاء على قيد الحياة بعد خمس سنوات من التشخيص 20% حتى مع العلاج، وتكون معدلات البقاء أعلى عند من يُشخَّصون مبكرًا والمرضى الأصغر سنًا كما أن معدل البقاء عند النساء أعلى من الرجال.
معظم حالات سرطان الرئة تأتي مع تدخين التبغ بينما تُصاب حالات أخرى مع التعرض لمواد خطرة كالأسبست وغاز الرادون أو بسبب الطفرات الجينية التي تنشأ عشوائيًا، ولذلك تركز الجهود للوقاية من سرطان الرئة على تشجيع الأفراد على تجنب المواد الكيميائية الخطرة والإقلاع عن التدخين، حيث يقلل الإقلاع عن التدخين من خطر الإصابة بسرطان الرئة ويحسن نتائج علاج المصابين به.
سرطان الرئة هو السرطان الأكثر انتشارًا وإهلاكًا على مستوى العالم حيث سُجلت 2.2 مليون حالة في 2020 و1.8 مليون حالة وفاة. سرطان الرئة نادر الوجود بين من يصغرون عن 40 عامًا حيث يبلغ متوسط عمر التشخيص 70 عامًا ومتوسط عمر الوفاة 72 عامًا. تتفاوت معدلات الإصابة والنتائج تفاوتًا كبيرًا في شتى أنحاء العالم للتفاوت في أنماط استخدام التبغ. كان سرطان الرئة مرضًا نادرًا قبل انتشار التدخين في القرن العشرين، ومع تراكم الأدلة التي تربط بين سرطان الرئة وتعاطي التبغ في خمسينيات وستينيات القرن العشرين حذرت معظم الهيئات الصحية الوطنية الكبرى من تعاطي التبغ.

## الأعراض والعلامات
لا أعراض غالبًا تظهر لسرطان الرئة في بواكيراه، وعندما تظهر الأعراض فإنها غالبًا ما تكون مشاكل تنفسية لانوعيَّة تختلف من شخص لشخص كالسعال وضيق النفس وألم الصدر. إذا كان المصاب بسرطان الرئة يعاني من السعال من قبل، فإنه يلاحظ نوعًا جديدًا من السعال أو زيادة في معدل السعال الموجود أو شدته. يعاني ربع المصابين من نفث الدم والذي قد يتمثل في خطوط دموية صغيرة في القشع أو خروج كميات كبيرة من الدم. يعاني نصف المصابين من ضيق النفس بينما ينتشر ألم الصدر الخفيف والمستمر في نفس الموضع ما بين ربع المصابين إلى نصفهم. يظهر على بعض المرضى بجانب الأعراض التنفسية أعراضًا جهازية تشمل فقدان الشهية وفقدان الوزن والحمى وفرط التعرق الليلي وضعفًا عامًا.

## التشخيص

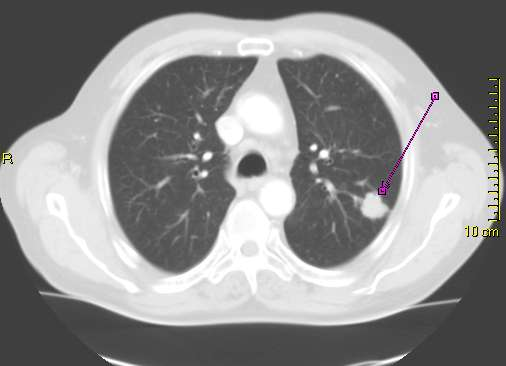
صورة مقطعية محوسبة تظهر ورمًا سرطانيًا في الرئة اليسرى.

يخضع لمن يُشتبه في إصابته بسرطان الرئة لفحوصات تصويرية لكشف وجود الورم وموقعه ودرجة انتشاره. يجري مقدمو الرعاية الأولية في البداية تصويرًا للصدر بالأشعة السينية ليروا هل تظهر كتلة داخل الرئة تحت الأشعة أم لا. قد تكشف الأشعة عن وجود كتلة وضحة أو اتساعٍ في المَنْصَف -مما يشير إلى انتشار الورم في عقدٍ لمفاوية فيها- أو همود الرئة أو تكثف رئوي (ذات الرئة) أو انصباب جنبي. مع ذلك قد لا تظهر بعض أورام الرئة في الأشعة السينية. يخضع كثيرون بعد ذلك للتصوير المقطعي المحوسب والذي يُظهِر حجم الورم وموقعه.
للتشخيص المؤكد لسرطان الرئة تُؤخَذ خزعة من النسيج المشتبه به وفحصها نسيجيًا للكشف عن وجود خلايا سرطانية. يمكن غالبًا بمعرفة مواقع أورام الرئة الحصول على عينات الخزعة بتقنيات طفيفة التوغل مثل منظار القصبات الليفي البصري الذي يستخرج الأنسجة ويُوجه أحيانًا بموجات فوق صوتية داخل القصبة أو مثل رشافة الإبرة الدقيقة أو خزعة موجهة بالتصوير عبر الجلد. بالنسبة للأشخاص الذين لا يمكنهم إجراء خزعة تقليدية، يمكن إجراء خزعة السائل عليهم (أخذ عينة من أحد سوائل الجسم)، والتي قد تحتوي على حمض نووي للورم يمكن كشفه.

## المآل
حوالي 19% من الأشخاص الذين يُشخّصون بسرطان الرئة يظلون على قيد الحياة لمدة خمس سنوات بعد التشخيص، إلا أن توقعات سير المرض تختلف حسب مرحلة السرطان عند اكتشافه ونوع سرطان الرئة المصاب به الشخص. تكون النتائج أفضل عند تشخيص السرطان في مرحلة مبكرة؛ فالأشخاص الذين يُشخّصون في أبكر مرحلة حسب تصنيف الورم والعقد اللمفاوية والانتشار، وهي المرحلة الأولى "أ1" (ورم صغير دون انتشار)، لديهم معدل بقاء لسنتين يبلغ 97%، ولمدة خمس سنوات يبلغ  92%. أما الذين يُشخّصون في أكثر مراحل المرض تقدمًا، وهي المرحلة الرابعة "ب" (انتشار واسع في الجسم)، فمعدل البقاء لسنتين هو 10%، ولمدة خمس سنوات يساوي 0%.
معدل البقاء لمدة خمس سنوات أعلى لدى النساء (22%) مقارنة بالرجال (16%)، حيث تُشخّص النساء غالبًا في مراحل أقل تقدمًا، كما أنهن يحققن نتائج أفضل حتى عند تشخيص المرض في نفس المرحلة مقارنة بالرجال.
متوسط البقاء لمدة خمس سنوات يختلف أيضًا من دولة لأخرى، وتسجل أعلى نسبة في اليابان (33%)، وتوجد نسبة بقاء أعلى من 20% في 12 دولة أخرى، وهي: موريشيوس، وكندا، والولايات المتحدة، والصين، وكوريا الجنوبية، وتايوان، وإسرائيل، ولاتفيا، وآيسلندا، والسويد، والنمسا، وسويسرا.
سرطان الرئة صغير الخلايا يُعتبر أكثر أنواع السرطان عدوانية، إذ يظل فقط 10 إلى 15% من المرضى على قيد الحياة لمدة خمس سنوات بعد التشخيص. كما هو الحال مع باقي أنواع سرطان الرئة، فإن مدى انتشار المرض وقت التشخيص يؤثر على توقعات سيره؛ فالمصاب الذي يُشخّص في مرحلة محدودة (أي أن السرطان لا يزال محصورًا في منطقة واحدة) يعيش في المتوسط من  12 إلى 20 شهرًا بعد التشخيص، أما في حالة المرحلة الممتدة (أي انتشار واسع في الجسم) فمتوسط البقاء يكون حوالي 12 شهرًا فقط.
على الرغم من أن هذا النوع من السرطان يستجيب للعلاج في البداية، إلا أن معظم المرضى يُصابون بانتكاسة لاحقة، وتعود الأورام بشكل مقاوم للعلاج الكيميائي،ويعيش هؤلاء المرضى في المتوسط من 3 إلى 4 أشهر فقط بعد حدوث الانتكاسة. بالنسبة للمرضى المصابين في مرحلة محدودة وتمكنوا من الوصول إلى شفاء تام بعد العلاج الكيميائي والإشعاعي، فإن احتمالية تطور انتقالات ثانوية إلى الدماغ تصل إلى 50% خلال السنتين التاليتين، ولكن يمكن تقليل هذا الاحتمال من خلال إعطاء علاج إشعاعي وقائي موجه إلى الدماغ.
هناك عدة عوامل شخصية وعوامل تتعلق بالمرض ترتبط بتحسن فرص الشفاء:
- الأشخاص الذين يُشخّصون في عمر أصغر لديهم نتائج أفضل.
- المدخنون أو من يعانون من فقدان الوزن كأحد الأعراض، يكون لديهم نتائج أسوأ.

كما أن وجود طفرات في الجين المسؤول عن إنتاج بروتين مرتبط بنمو الورم يؤدي إلى انخفاض معدلات البقاء.

### التجربة
تُسبب حالة عدم اليقين المرتبطة بتوقعات سير سرطان الرئة توترًا نفسيًا كبيرًا، كما تُصعّب من وضع خطط مستقبلية بالنسبة للأشخاص المصابين بالمرض ولأفراد أسرهم. 
أما الأشخاص الذين يدخل مرضهم في مرحلة السكون أو الاستجابة الكاملة للعلاج، فغالبًا ما يُعانون من خوف دائم من عودة السرطان أو تطوره من جديد،
وهو ما يرتبط بـ انخفاض جودة الحياة، واضطراب المزاج، وضعف القدرة على أداء الوظائف اليومية.
ويزداد هذا الخوف سوءًا بسبب:
- إجراء الفحوصات التصويرية بشكل متكرر أو لفترات طويلة لمتابعة حالة المريض
- وجود تذكيرات مستمرة بمخاطر الإصابة بالسرطان، مثل زيارات المستشفى أو ظهور أعراض جديدة.

## الأسباب
يحدث سرطان الرئة بسبب طفرة في الحمض النووي الريبوزي منقوص الأكسجين في خلايا الرئة. تكون هذه الطفرات عشوائية في بعض الأحيان، لكنها تحدث عادةً بسبب استنشاق مواد سامة مثل دخان السجائر. تؤثّر التغيّرات الجينية المسببة للسرطان على الخلايا، ويشمل هذا التأثير تكاثر الخلايا وحدوث موت مبرمج للخلايا (الاستماتة، ووترميم الحمض النووي.  في نهاية الأمر، تكتسب الخلايا تغييرات جينية كافية لتنمو بشكلٍ لا يمكن السيطرة عليه، فتشكّل ورماً، وينتشرداخل الرئة وخارجها. يسبب نمو وتفشّي الورم أعراض سرطان الرئة. إذا لم يوقف انتشار الورم فإنه يؤدي في النهاية إلى وفاة الشخص المريض.

### التدخين

العلاقة بين استهلاك السجائر للفرد الواحد (باللون الأزرق) ومعدلات الإصابة بسرطان الرئة لدى الذكور (باللون الأصفر الداكن) في الولايات المتحدة

التدخين هو المساهم الرئيسي في الإصابة بسرطان الرئة، حيث يسبب 80% إلى 90% من الحالات. تزداد مخاطر الإصابة بسرطان الرئة مع زيادة كمية السجائر المستهلكة. يرجع التأثير المسرطن لتدخين التبغ إلى المواد الكيميائية المختلفة الموجودة فيه والتي تسبب طفرات في الحمض النووي، ما يزيد من فرصة تحول الخلايا إلى خلايا سرطانية. تُحدّد الوكالة الدولية لبحوث السرطان أن نحو 50 مادة كيميائية من مكونات دخان التبغ في مواد مسرطنة على الأقل، وأكثرها فعالية في هذا النطاق نيتروزامينات التبغ. يؤدي التعرض لهذه المواد الكيميائية إلى عدة أنواع من تلف الحمض النووي: الارتباط الكيميائي بالحمض النووي، الإجهاد التأكسدي، وتكسّر روابط الحمض النووي. إن التواجد في مكانٍ يعجّ بدخان التبغ – والذي يسمى التدخين السلبي – يمكن أن يسبب سرطان الرئة أيضًا. فالعيش مع شخص يدخن التبغ يزيد من خطر الإصابة بسرطان الرئة بنسبة 24%. وتشير التقديرات إلى أن 17% من حالات سرطان الرئة لدى غير المدخنين ناجمة عن مستويات عالية من دخان التبغ البيئي.
قد تكون السجائر الإلكترونية عامل خطر للإصابة بسرطان الرئة، لكن بنسبة أقل من عوامل الخطر الموجودة في السجائر العادية؛ ظهرت الحاجة لإجراء المزيد من الأبحاث منذ 2021، نظراً لطول الفترة التي يمكن أن يستغرقها سرطان الرئة ليتطور بعد التعرض للمواد المسرطِنة.
لا يُعرف بعد إن كان تدخين المنتجات غير التبغية يرتبط بتطور سرطان الرئة. لا يبدو أن تدخين الماريجوانا يسبب سرطان الرئة بشكل مستقل - على الرغم من المستويات المرتفعة نسبيًا من القطران والمواد المسرطنة المعروفة في دخان الماريجوانا. لم يكن ثمة دراسات حول العلاقة بين تدخين الكوكايين والإصابة بسرطان الرئة حتى عام 2020.

### التعرض للعوامل البيئية

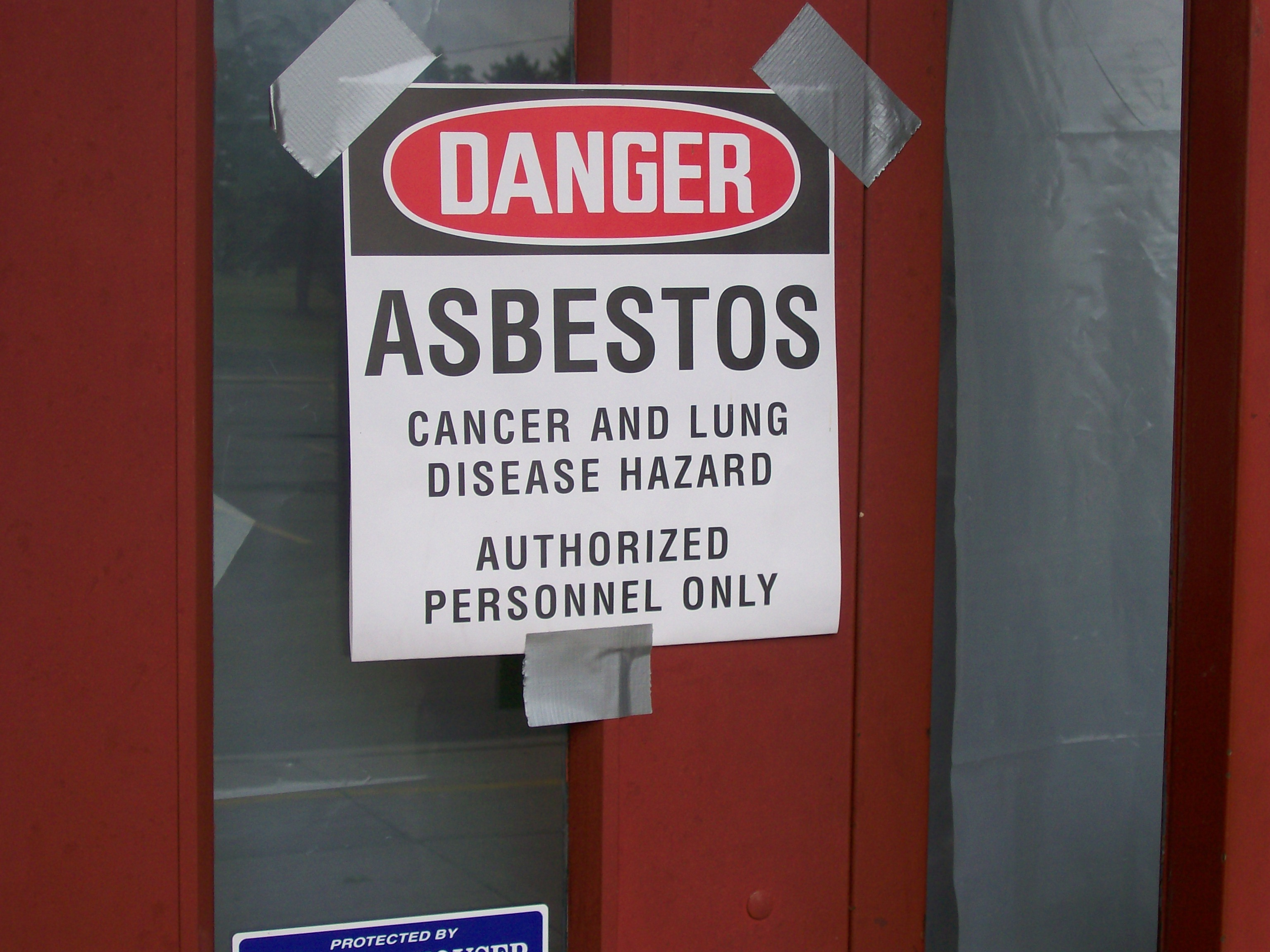
علامة تحذيرية من احتمال التعرض للأسبستوس، تُستخدم عادةً أثناء هدم/تجديد المباني المحتوية على الأسبستوس

إن التعرض لمجموعة متنوعة من المواد الكيميائية السامة الأخرى - والتي عادة ما نصادفها في بعض المهن - يرتبط بزيادة خطر الإصابة بسرطان الرئة. التعرض المهني للمواد المسرطنة يسبب 9-15% من سرطان الرئة. ومن الأمثلة البارزة على ذلك الأسبست، الذي يسبب سرطان الرئة إما بشكل مباشر أو غير مباشر عن طريق التهاب الرئة. يؤدي التعرض لجميع أشكال الأسبستوس المتاحة تجاريًا إلى زيادة خطر الإصابة بالسرطان، ويزداد خطر الإصابة بالسرطان مع مرور الوقت. يزيد الأسبستوس والتدخين من المخاطر بشكل تآزري - أي أن خطر وفاة شخص يدخن ويتعرض للأسبستوس بسبب سرطان الرئة أعلى بكثير مما يمكن توقعه من إضافة عاملي الخطر هذين معًا. على نحوٍ مماثل، يرتبط التعرّض للرادون، منتج تحلل طبيعي للعناصر المشعة في الأرض.، بزيادة خطر الإصابة بسرطان الرئة. تختلف مستويات الرادون باختلاف جغرافيا المنطقة. يعتبر عمال المناجم تحت الأرض الأكثر تعرّضاً للرادون؛ ومع ذلك، حتى المستويات المنخفضة من الرادون التي تتسرب إلى المساحات السكنية يمكن أن تزيد من خطر إصابة شاغلي تلك المساحات بسرطان الرئة. ومثل الأسبستوس، فإن تدخين السجائر والتعرض للرادون يزيدان من المخاطر بشكل تآزري. التعرض للرادون مسؤول عن 3%-14% من حالات سرطان الرئة.
ترتبط أيضًا العديد من المواد الكيميائية الأخرى المتعلقة بالمهن بزيادة خطر الإصابة بسرطان الرئة بما في ذلك الزرنيخ المستخدم في حفظ الخشب ومبيدات الآفات، وبعض خامات الصهر؛ يتعرض العمال للإشعاع المؤين أثناء عملية تعدين اليورانيوم؛ وكلوريد الفاينيل في صناعة الورق؛ البيريليوم في صناعة المجوهرات، وكذا العاملون في صناعة الخزف، وفنيو صناعة الصواريخ، وعمال المفاعلات النووية؛ والعمال الذين يتعاملون مع الكروم في إنتاج الفولاذ المقاوم للصدأ، وعمال اللّحام، والدباغة، واستخدام النيكل في الطلاء الكهربائي، وصانعو الزجاج، وعمال المعادن، وعمال صناعة البطاريات، والسيراميك، والمجوهرات؛ وعمال المناجم الذين يتعرّضون لعادم الديزل.
يزيد خطر الإصابة بسرطان الرئة بالتعرّض للهواء الملوّث، خصوصاً الجسيمات المعلّقة في الغازات المنبعثة من عوادم السيارات واحتراق الوقود الأحفوري في محطات توليد الطاقة. كما يرتبط تأثير جودة الهواء الداخلي في البيئات التي يُحرق فيها الوقود الخشبي أو الفحم النباتي أو بقايا المحاصيل للطهي والتدفئة بزيادة خطر الإصابة بسرطان الرئة.. صنّفت الوكالة الدولية لبحوث السرطان الانبعاثات الناتجة عن حرق الفحم المنزلي على أنها "مسبّبة للسرطان" وصنّفت المواد الحيوية المستخدمة في صناعة الطاقة على أنها "من المحتمل أن تكون مسرطنة".

### أمراض أخرى
هناك العديد من الأمراض الأخرى التي تسبب التهاب الرئة والتي تزيد من خطر الإصابة بسرطان الرئة. هذا الارتباط أقوى في حالة داء الانسداد الرئوي المزمن – حيث يكون الخطر أعلى لدى الأشخاص الذين يعانون من قدرٍ أكبر من الالتهاب، وينخفض لدى الأشخاص الذين يتلقون علاجاً للالتهاب باستخدام الكورتيكوستيرويدات. ترتبط أمراض التهابات الرئة والجهاز المناعي الأخرى بزيادة خطر الإصابة بسرطان الرئة مثل عوز ألفا 1 أنتيتريبسين، والمرض الرئوي الخلالي، وتصلب الجلد، وعدوى المتدثرة الرئوية، والسلّ، والإيدز. يرتبط فيروس إبشتاين-بار بتطور سرطان الرئة النادر سرطان الظهارة اللمفية الشبيه بالسرطان لدى الآسيويين، ولكن هذا الترابط لا يظهر لدى الأشخاص من العالم الغربي. ثمة دراسات عن دور عوامل معدية أخرى بتطور سرطان الرئة ولكنها لا تزال غير حاسم حتى عام 2020، وتشمل هذه العوامل فيروسات الورم الحليمي البشري، فيروس البي كيه، فيروس جي سي، فيروس هربس بيتا البشري 5، والفيروس قردي 40، وفيروس الحصبة، و Torque Tenovirus – .

### أسباب جينية
ثمة تركيبات جينية معينة قد تجعل بعض الأشخاص أكثر عرضة للإصابة بسرطان الرئة. فأفراد الأسرة المقربين من المصابين بسرطان الرئة معرضون لخطر الإصابة بسرطان الرئة بنسبة تبلغ ضعفي خطر الإصابة به لدى الشخص العادي، حتى بعد التحكم في التعرض المهني وعادات التدخين. حددّت دراسة الترابط الجينومي الكامل العديد من المتغيرات الجينية المرتبطة بخطر الإصابة بسرطان الرئة، إذ يُسهم كلٌ منها في زيادة طفيفة في المخاطر. تشارك العديد من هذه الجينات في المسارات المعروفة بتورطها في التسرطن، وهي ترميم الدنا، والالتهاب، ودورة الخلية، والاستجابة الخلوية للضغط، وتغيير بنية الكروماتين. بعض الاضطرابات الوراثية النادرة التي تزيد من خطر الإصابة بالسرطانات المختلفة تزيد أيضًا من خطر الإصابة بسرطان الرئة، وهي ورم أرومة الشبكية ومتلازمة لي-فراوميني.

## نشوء المرض
كما هو الحال مع جميع أنواع السرطان، فإن سرطان الرئة يحدث نتيجة طفرات جينية تؤدي إلى تمكين الخلايا الورمية من التكاثر بشكل غير محدود، وتحفز نمو الأوعية الدموية المغذية للورم، وتمنح الخلايا القدرة على تجنب الموت الخلوي المبرمج (الذي يُفترض أن يحدث طبيعيًا للتخلص من الخلايا التالفة أو غير الطبيعية)، وتُنتج إشارات جزيئية تحفز النمو والتكاثر، وتتجاهل الإشارات التي تمنع النمو أو تحفزه للتوقف، وفي النهاية، تقوم بغزو الأنسجة المحيطة أو تنتشر إلى أجزاء أخرى من الجسم فيما يُعرف بالانتقال الورمي.
تستطيع الأورام المختلفة أن تكتسب هذه القدرات من خلال طفرات مختلفة، لكن بشكل عام، فإن الطفرات المسببة للسرطان تؤدي إلى تنشيط الجينات المسرطِنة، وتعطيل الجينات الكابحة للورم. بعض هذه الطفرات – والتي تُعرف باسم الطفرات المحركة – تكون شائعة بشكل خاص في نوع السرطان الغدي من سرطان الرئة، وتُساهم بشكل كبير في تطور الورم.
وغالبًا ما تحدث هذه الطفرات في مستقبلات خلوية مسؤولة عن نقل الإشارات المحفزة للنمو داخل الخلية، مثل تلك التي تتحكم في الانقسام الخلوي وتكاثر الخلايا. وبالمثل، فإن بعض حالات السرطان الغدي تكون ناتجة عن تغيّرات في ترتيب الكروموسومات تؤدي إلى زيادة إنتاج بروتينات معينة مسؤولة عن تحفيز النمو، وتُعد هذه التغيرات مسؤولة عن تحفيز الورم في تلك الحالات. وعادةً ما يحتوي الورم الواحد على طفرة محركة واحدة فقط.
أما في المقابل، فإن سرطان الرئة صغير الخلايا نادرًا ما يحتوي على هذه الطفرات المحركة، وبدلاً من ذلك، تحدث فيه طفرات تؤدي إلى تعطيل الجينات الكابحة للورم، وبشكل خاص تعطيل الجينات المسؤولة عن تنظيم دورة الخلية والتحكم في انقسام الخلايا مثل الجين المسؤول عن تثبيط الورم المعروف بدوره في استشعار التلف الجيني، وكذلك الجين المنظم للانقسام الخلوي. كما أن هناك مجموعة من الجينات الكابحة للأورام تقع على الذراع القصير للكروموسوم رقم ٣، وغالبًا ما يتم فقدها في المراحل المبكرة من تطور جميع أنواع سرطان الرئة.

## الوقاية

### التوقف عن التدخين
يمكن تقليل خطر الإصابة بسرطان الرئة عن طريق الإقلاع عن التدخين، حيث يكون انخفاض الخطر أكبر كلما طالت فترة عدم التدخين. يبدو أن تأثير برامج المساعدة الذاتية على نجاح الإقلاع عن التدخين ضئيل، في حين تحسّن الاستشارات المشتركة والعلاج الدوائي من معدلات الإقلاع عن التدخين. وافقت إدارة الغذاء والدواء الأمريكية على استخدام علاجات مضادات الاكتئاب وبدائل النيكوتين فارينيكلين للمساعدة في الإقلاع عن التدخين كعلاجات الخط الأول. ويوصى باستخدام الكلونيدين والنورتريبتيلين كعلاجات الخط الثاني. يحاول أغلب المصابين بسرطان الرئة الإقلاع عن التدخين؛ وينجح حوالي النصف في ذلك. حتى بعد تشخيص سرطان الرئة، يؤدي الإقلاع عن التدخين إلى تحسين نتائج العلاج، وتقليل سمية علاج السرطان ومعدلات الفشل، وإطالة وقت البقاء على قيد الحياة.
على المستوى المجتمعي، يمكن تعزيز الإقلاع عن التدخين من خلال سياسات مكافحة التبغ التي تجعل الحصول على منتجات التبغ أو استخدامها أكثر صعوبة. فرضت العديد من هذه السياسات أو أوصت بها اتفاقية منظمة الصحة العالمية الإطارية بشأن مكافحة التبغ، والتي صادقت عليها 182 دولة، تمثل أكثر من 90% من سكان العالم. وتصنف منظمة الصحة العالمية هذه السياسات إلى ست فئات للتدخل، وقد ثبت أن كل منها فعالة في الحد من تكلفة العبء المرضي الناجم عن التبغ على السكان:
1. زيادة أسعار التبغ عن طريق رفع الضرائب؛
2. حظر استخدام التبغ في الأماكن العامة لتقليل التعرض له؛
3. حظر إعلانات التبغ ووسائل التدخين الأخرى؛
4. التعريف بمخاطر منتجات التبغ؛
5. إنشاء برامج مساعدة للمدخنين الذين يحاولون الإقلاع عن التدخين؛
6. مراقبة استخدام التبغ على مستوى السكان وفعالية سياسات مكافحة التبغ.[38]

ترتبط السياسات التي تنفذ هذه التدخّلات بانخفاض انتشار التدخين. وكلما زاد عدد السياسات المنفّذة، زاد الانخفاض. كما أن الحدّ من إمكانية وصول المراهقين للسجائر يعتبر إجراءً فعالاً بشكلٍ خاص في تقليل الإقبال على التدخين، كما أن إقبال المراهقين على منتجات التبع أمر حساسمن ناحية الزيادة في التكلفة على وجهٍ خاص.

## الأبحاث العلمية
رغم أن سرطان الرئة يُعد أكثر أنواع السرطان تسببًا في الوفاة، إلا أنه يحتل المرتبة الثالثة من حيث حجم التمويل المقدم من المعهد الوطني للسرطان في الولايات المتحدة (وهو أكبر جهة ممولة لأبحاث السرطان في العالم)، ويأتي ذلك بعد سرطانات الدماغ وسرطان الثدي من حيث حجم التمويل.
ورغم أن حجم التمويل العام المخصص لأبحاث سرطان الرئة يُعتبر مرتفعًا، إلا أن قيمة التمويل لكل حالة وفاة نتيجة المرض أقل بكثير مقارنة بأنواع السرطان الأخرى، إذ تم في عام ٢٠٢٢ إنفاق حوالي ٣٢٠٠ دولار على أبحاث سرطان الرئة لكل حالة وفاة في الولايات المتحدة، وهو مبلغ أقل بكثير من تمويل أبحاث سرطان الدماغ الذي بلغ ٢٢٠٠٠ دولار لكل حالة وفاة، وأبحاث سرطان الثدي التي بلغت ١٤٠٠٠ دولار لكل حالة وفاة، وكذلك أقل من المعدل العام لتمويل أبحاث السرطان بمختلف أنواعه، والذي بلغ ١١٠٠٠ دولار لكل حالة وفاة. 
وتُظهر المنظمات غير الربحية الخاصة اتجاهًا مشابهًا، فرغم أن الإيرادات السنوية للمنظمات غير الربحية التي تركز على سرطان الرئة تحتل المرتبة الخامسة بين جميع أنواع السرطان، إلا أن عوائد هذه المنظمات أقل بكثير مما هو متوقع بناءً على عدد الحالات، وعدد الوفيات، وعدد سنوات الحياة المحتملة المفقودة بسبب سرطان الرئة.
ورغم هذا التفاوت في التمويل، فإن هناك عددًا كبيرًا من العلاجات الجديدة الخاصة بسرطان الرئة قيد التجريب حاليًا من خلال التجارب السريرية، إذ سُجّلت حوالي ٢٢٥٠ تجربة سريرية نشطة حتى عام ٢٠٢١.  ومن بين هذه التجارب، فإن النسبة الأكبر تختبر بروتوكولات العلاج الإشعاعي (٢٦٪ من التجارب)، تليها التجارب التي تقيّم الأساليب الجراحية المختلفة (٢٢٪).
كما تُجرى العديد من التجارب على أدوية موجهة ضد السرطان، وتستهدف هذه الأدوية مجموعة متنوعة من الآليات داخل الخلايا السرطانية، منها:
- المستقبلات المسؤولة عن تحفيز النمو الخلوي (17% من التجارب)
- الأنابيب الدقيقة داخل الخلية التي تلعب دورًا في الانقسام الخلوي (12%)
- عوامل نمو الأوعية الدموية (12%)
- المسارات المناعية التي تنظم استجابة الجسم ضد الورم (10%)
- المسارات الخلوية التي تنظم تصنيع البروتينات والاستجابة للضغط الخلوي (1%)
- إنزيمات مسؤولة عن تعديل البنية الوراثية للخلايا السرطانية (أقل من 1%).

### فهرس الإحالات
المنشورات
الإنجليزية
1. ↑   http://www.asbestos.com/asbestosis/. {{استشهاد ويب}}: |url= بحاجة لعنوان (مساعدة) والوسيط |title= غير موجود أو فارغ (من ويكي بيانات) (مساعدة)
2. ↑  . PMID:27543155. {{استشهاد ويب}}: الوسيط |title= غير موجود أو فارغ (من ويكي بيانات) (مساعدة) والوسيط |مسار= غير موجود أو فارع (مساعدة)
3. ↑  Rivera, Mody & Weiner 2022، "Introduction".
4. ↑  Sung et al. 2021، "Lung cancer".
5. ↑  Bade & Dela Cruz 2020، "Age".
6. 1 2 3 4 5 6  Pastis, Gonzalez & Silvestri 2022، "Presentation/Initial Evaluation".
7. ↑  Nasim, Sabath & Eapen 2019، "Clinical Manifestations".
8. ↑  Horn & Iams 2022، "Clinical Manifestations".
9. 1 2  "Diagnosis – Lung Cancer" (بالإنجليزية). هيئة الخدمات الصحية الوطنية. 1 Nov 2022. Archived from the original on 2025-06-29. Retrieved 2022-11-30.
10. ↑  "Lung Carcinoma: Tumors of the Lungs" (بالإنجليزية) (online ed.). Merck Manual Professional. Jul 2020. Archived from the original on 2010-11-09. Retrieved 2021-07-21.
11. ↑  Pastis, Gonzalez & Silvestri 2022، "Noninvasive Staging".
12. 1 2  Horn & Iams 2022، "Diagnosing Lung Cancer".
13. ↑  Alexander, Kim & Cheng 2020، "Liquid Biopsy".
14. ↑  "What Causes Lung Cancer". American Cancer Society. 1 أكتوبر 2019. مؤرشف من الأصل في 2023-04-22. اطلع عليه بتاريخ 2023-01-31.
15. ↑  "What Causes Lung Cancer?". American Lung Association. 17 نوفمبر 2022. مؤرشف من الأصل في 2025-06-14. اطلع عليه بتاريخ 2023-01-31.
16. ↑  Massion & Lehman 2022، Table 73.1: Hallmarks of Cancer.
17. ↑  Schabath & Cote 2019، "Introduction".
18. 1 2  Bade & Dela Cruz 2020، "Tobacco Smoke Carcinogens".
19. ↑  "Tobacco and Cancer". مراكز السيطرة على الأمراض والوقاية منها. 18 نوفمبر 2021. مؤرشف من الأصل في 2024-05-10. اطلع عليه بتاريخ 2022-12-29.
20. ↑  Massion & Lehman 2022، "DNA Damage Response".
21. ↑  Bade & Dela Cruz 2020، "Environmental Tobacco Smoke".
22. ↑  Bracken-Clarke et al. 2021، Abstract – "Conclusion".
23. ↑  Bade & Dela Cruz 2020، "Marijuana and Other Recreational Drugs".
24. 1 2 3 4 5 6 7  Christiani & Amos 2022، "Occupational Exposures".
25. 1 2  Schabath & Cote 2019، "Radon".
26. ↑  Christiani & Amos 2022، "Air Pollution".
27. ↑  Balmes & Holm 2022، Table 102.2: Major Pollutants Associated with Adverse Pulmonary Effects.
28. 1 2  Bade & Dela Cruz 2020، "Biomass Burning".
29. 1 2  Bade & Dela Cruz 2020، "Chronic Lung Diseases".
30. 1 2  Bade & Dela Cruz 2020، "Infections".
31. ↑  Christiani & Amos 2022، "Genetic Susceptibility to Lung Cancer".
32. 1 2  Bade & Dela Cruz 2020، "Genetic Predisposition and History of Cancer".
33. ↑  Christiani & Amos 2022، "High-Risk Syndromes Conferring an Increased Risk of Lung Cancer".
34. 1 2 3  Horn & Iams 2022، "Risk Factors".
35. ↑  Jassem 2019، "Prevalence and determinants of continued tobacco use after diagnosis of cancer".
36. ↑  Jassem 2019، "Consequences of continued smoking after diagnosis of cancer".
37. ↑  Peruga et al. 2021، "2.1. Galvanizing global political will around international law".
38. ↑  Peruga et al. 2021، "2.2. Quadrupling the number of people benefiting from at least one cost-effective tobacco control policy since 2007".
39. ↑  Arnott, Lindorff & Goddard 2022، صفحة 427.
40. ↑  Christiani & Amos 2022، "Smoking Behavior and Risk for Lung Cancer".

العربية

### معلومات المراجع الكاملة
الكتب
- Adler I (1912). Primary Malignant Growths of the Lungs and Bronchi (بالإنجليزية). New York: Longmans, Green, and Company. OCLC:14783544. OL:24396062M.
- Murray & Nadel's Textbook of Respiratory Medicine (بالإنجليزية) (7th ed.). Elsevier. 2022. ISBN:978-0323655873.
  - Balmes JR, Holm SM (2022). "Indoor and Outdoor Air Pollution". Murray & Nadel's Textbook of Respiratory Medicine (بالإنجليزية) (7th ed.). Elsevier. pp. 1423–1434.
  - Christiani DC, Amos CI (2022). "Lung Cancer: Epidemiology". Murray & Nadel's Textbook of Respiratory Medicine (بالإنجليزية) (7th ed.). Elsevier. pp. 1018–1028.
  - Massion PP, Lehman JM (2022). "Lung Cancer: Molecular Biology and Targets". Murray & Nadel's Textbook of Respiratory Medicine (بالإنجليزية) (7th ed.). Elsevier. pp. 1005–1017.
  - Pastis NJ, Gonzalez AV, Silvestri GA (2022). "Lung Cancer: Diagnosis and Staging". Murray & Nadel's Textbook of Respiratory Medicine (بالإنجليزية) (7th ed.). Elsevier. pp. 1039–1051.
  - Rivera P, Mody GN, Weiner AA (2022). "Lung Cancer: Treatment". Murray & Nadel's Textbook of Respiratory Medicine (بالإنجليزية) (7 ed.). Elsevier. pp. 1052–1065.
  - Tanoue L, Mazzone PJ, Tanner NT (2022). "Lung Cancer: Screening". Murray & Nadel's Textbook of Respiratory Medicine (بالإنجليزية) (7th ed.). Elsevier. pp. 1029–1038.
- European Commission. Directorate General for Research and Innovation.; European Commission Group of Chief Scientific Advisors. (2022). Cancer screening in the European Union (بالإنجليزية). Publications Office of the European Union. DOI:10.2777/867180. ISBN:978-92-76-45603-2.
- Horn L, Iams WT (2022). "78: Neoplasms of the Lung". هاريسون لأساسيات الطب الباطني (بالإنجليزية) (21st ed.). McGraw Hill. ISBN:978-1264268504.
- Morgensztern D, Boffa D, Chen A, Dhanasopon A, Goldberg SB, Decker RH, Devarakonda S, Ko JP, Solis Soto LM, Waqar SN, Wistuba II, Herbst RS (Apr 2023). "80: Cancer of the Lung". Holland-Frei Cancer Medicine (بالإنجليزية) (10th ed.). Wiley. ISBN:978-1-119-75068-0.
- Salahuddin M, Ost DE (2023). "110: Approach to the Patient with Pulmonary Nodules". Fishman's Pulmonary Diseases and Disorders (بالإنجليزية) (6th ed.). McGraw Hill. ISBN:978-1260473988.

الدوريات المحكمة
- Alexander M, Kim SY, Cheng H (Dec 2020). "Update 2020: Management of Non-Small Cell Lung Cancer". Lung (بالإنجليزية). 198 (6): 897–907. DOI:10.1007/s00408-020-00407-5. PMC:7656891. PMID:33175991.
- Allemani C, Matsuda T, Di Carlo V, Harewood R, Matz M, Nikšić M, et al. (Mar 2018). "Global surveillance of trends in cancer survival 2000–14 (CONCORD-3): analysis of individual records for 37,513,025 patients diagnosed with one of 18 cancers from 322 population-based registries in 71 countries". Lancet (بالإنجليزية). 391 (10125): 1023–1075. DOI:10.1016/S0140-6736(17)33326-3. PMC:5879496. PMID:29395269.
- Aragon KN (Jun 2020). "Palliative Care in Lung Cancer". Clin Chest Med (بالإنجليزية). 41 (2): 281–293. DOI:10.1016/j.ccm.2020.02.005. PMID:32402363. S2CID:218633948.
- Arnott D, Lindorff K, Goddard A (Aug 2022). "Tobacco control: the FCTC provides the route to the finish line". Lancet (بالإنجليزية). 400 (10350): 427. DOI:10.1016/S0140-6736(22)01334-4. PMID:35878621. S2CID:250960604.
- Bade BC, Dela Cruz CS (Mar 2020). "Lung Cancer 2020: Epidemiology, Etiology, and Prevention". Clin Chest Med (بالإنجليزية). 41 (1): 1–24. DOI:10.1016/j.ccm.2019.10.001. PMID:32008623. S2CID:211015015.
- Batra H, Pawar S, Bahl D (Feb 2021). "Current clinical trials and patent update on lung cancer: a retrospective review". Lung Cancer Management (بالإنجليزية). 10 (5): LMT45. DOI:10.2217/lmt-2020-0029. PMC:8162165. PMID:34084211.
- Blum A (Jul 1999). "Alton ochsner, MD, 1896–1981 anti-smoking pioneer". Ochsner J (بالإنجليزية). 1 (3): 102–105. PMC:3145444. PMID:21845126.
- Bracken-Clarke D, Kapoor D, Baird AM, Buchanan PJ, Gately K, Cuffe S, Finn SP (Mar 2021). "Vaping and lung cancer – A review of current data and recommendations". Lung Cancer (بالإنجليزية). 153: 11–20. DOI:10.1016/j.lungcan.2020.12.030. PMID:33429159. S2CID:231586192.
- Brandt AM (Jan 2012). "Inventing conflicts of interest: a history of tobacco industry tactics". Am J Public Health (بالإنجليزية). 102 (1): 63–71. DOI:10.2105/AJPH.2011.300292. PMC:3490543. PMID:22095331.
- Canadian Task Force on Preventive Health Care (Apr 2016). "Recommendations on screening for lung cancer". CMAJ (بالإنجليزية). 188 (6): 425–432. DOI:10.1503/cmaj.151421. ISSN:0820-3946. PMC:4818132. PMID:26952527.
- Goldstraw P, Chansky K, Crowley J, Rami-Porta R, Asamura H, Eberhardt WE, et al. (Jan 2016). "The IASLC Lung Cancer Staging Project: Proposals for Revision of the TNM Stage Groupings in the Forthcoming (8th) ed. of the TNM Classification for Lung Cancer". J Thorac Oncol (بالإنجليزية). 11 (1): 39–51. DOI:10.1016/j.jtho.2015.09.009. hdl:10044/1/31538. PMID:26762738. S2CID:5368645.
- Hall W (Dec 2022). "The 1964 US Surgeon General's report on smoking and health". Addiction (بالإنجليزية). 117 (12): 3170–3175. DOI:10.1111/add.16007. PMID:35852022. S2CID:250642397.
- Horn L, Johnson DH (Jul 2008). "Evarts A. Graham and the first pneumonectomy for lung cancer". Journal of Clinical Oncology (بالإنجليزية). 26 (19): 3268–3275. DOI:10.1200/JCO.2008.16.8260. PMID:18591561. Archived from the original on 2020-03-17. Retrieved 2009-03-20.
- Jassem J (May 2019). "Tobacco smoking after diagnosis of cancer: clinical aspects". Translational Lung Cancer Research (بالإنجليزية). 8 (Suppl 1): S50–S58. DOI:10.21037/tlcr.2019.04.01. PMC:6546630. PMID:31211105.
- Jonas DE, Reuland DS, Reddy SM, Nagle M, Clark SD, Weber RP, Enyioha C, Malo TL, Brenner AT, Armstrong C, Coker-Schwimmer M, Middleton JC, Voisin C, Harris RP (Mar 2021). "Screening for Lung Cancer With Low-Dose Computed Tomography: Updated Evidence Report and Systematic Review for the US Preventive Services Task Force". JAMA (بالإنجليزية). 325 (10): 971–987. DOI:10.1001/jama.2021.0377. PMID:33687468. S2CID:232159404.
- Jones KD (Dec 2013). "Whence lepidic?: the history of a Canadian neologism". Arch Pathol Lab Med (بالإنجليزية). 137 (12): 1822–1824. DOI:10.5858/arpa.2013-0144-HP. PMID:23937575.
- Kamath SD, Kircher SM, Benson AB (Jul 2019). "Comparison of Cancer Burden and Nonprofit Organization Funding Reveals Disparities in Funding Across Cancer Types". J Natl Compr Canc Netw (بالإنجليزية). 17 (7): 849–854. DOI:10.6004/jnccn.2018.7280. PMID:31319386. S2CID:197666475.
- Lim RB (Oct 2016). "End-of-life care in patients with advanced lung cancer". Ther Adv Respir Dis (بالإنجليزية). 10 (5): 455–467. DOI:10.1177/1753465816660925. PMC:5933619. PMID:27585597.
- Lim W, Ridge CA, Nicholson AG, Mirsadraee S (Aug 2018). "The 8th lung cancer TNM classification and clinical staging system: review of the changes and clinical implications". Quantitative Imaging in Medicine and Surgery (بالإنجليزية). 8 (7): 709–718. DOI:10.21037/qims.2018.08.02. PMC:6127520. PMID:30211037.
- Mc Laughlin J (Nov 2012). "An historical overview of radon and its progeny: applications and health effects". Radiat Prot Dosimetry (بالإنجليزية). 152 (1–3): 2–8. DOI:10.1093/rpd/ncs189. PMID:22914338.
- Nasim F, Sabath BF, Eapen GA (May 2019). "Lung Cancer". Med Clin North Am (بالإنجليزية). 103 (3): 463–473. DOI:10.1016/j.mcna.2018.12.006. PMID:30955514. S2CID:102349766.
- Obeng C, Folch E, Fernando Santacruz J (Dec 2018). "Management of malignant airway obstruction". AME Medical Journal (بالإنجليزية). 3: 115. DOI:10.21037/amj.2018.11.06. S2CID:80791599.
- Parascandola M (Mar 2020). "The other Surgeon General's report: history of the U.S. public health response to air pollution, cigarette smoking, and lung cancer". Annals of Cancer Epidemiology (بالإنجليزية). 4: 3. DOI:10.21037/ace.2020.03.01. S2CID:216205576.
- Peruga A, López MJ, Martinez C, Fernández E (Mar 2021). "Tobacco control policies in the 21st century: achievements and open challenges". Mol Oncol (بالإنجليزية). 15 (3): 744–752. DOI:10.1002/1878-0261.12918. PMC:7931122. PMID:33533185.
- Proctor RN (Mar 2012). "The history of the discovery of the cigarette-lung cancer link: evidentiary traditions, corporate denial, global toll". Tob Control (بالإنجليزية). 21 (2): 87–91. DOI:10.1136/tobaccocontrol-2011-050338. PMID:22345227. S2CID:2734836.
- Rudin CM, Brambilla E, Faivre-Finn C, Sage J (Jan 2021). "Small-cell lung cancer". Nat Rev Dis Primers (بالإنجليزية). 7 (1): 3. DOI:10.1038/s41572-020-00235-0. PMC:8177722. PMID:33446664.
- Schabath MB, Cote ML (Oct 2019). "Cancer Progress and Priorities: Lung Cancer". Cancer Epidemiol Biomarkers Prev (بالإنجليزية). 28 (10): 1563–1579. DOI:10.1158/1055-9965.EPI-19-0221. PMC:6777859. PMID:31575553.
- Spencer K, Parrish R, Barton R, Henry A (Mar 2018). "Palliative radiotherapy". BMJ (بالإنجليزية). 360: k821. DOI:10.1136/bmj.k821. PMC:5865075. PMID:29572337.
- Spiro SG, Silvestri GA (Sep 2005). "One hundred years of lung cancer". American Journal of Respiratory and Critical Care Medicine (بالإنجليزية). 172 (5): 523–529. DOI:10.1164/rccm.200504-531OE. PMID:15961694.
- Sung H, Ferlay J, Siegel RL, Laversanne M, Soerjomataram I, Jemal A, Bray F (May 2021). "Global Cancer Statistics 2020: GLOBOCAN Estimates of Incidence and Mortality Worldwide for 36 Cancers in 185 Countries". CA: A Cancer Journal for Clinicians (بالإنجليزية). 71 (3): 209–249. DOI:10.3322/caac.21660. PMID:33538338.
- Temel JS, Petrillo LA, Greer JA (Feb 2022). "Patient-Centered Palliative Care for Patients With Advanced Lung Cancer". J Clin Oncol (بالإنجليزية). 40 (6): 626–634. DOI:10.1200/JCO.21.01710. PMID:34985932. S2CID:245772225.
- Thai AA, Solomon BJ, Sequist LV, Gainor JF, Heist RS (Aug 2021). "Lung cancer". Lancet (بالإنجليزية). 398 (10299): 535–554. DOI:10.1016/S0140-6736(21)00312-3. PMID:34273294. S2CID:236034814.
- Walcott-Sapp S, Sukumar M (8 Dec 2016). "The history of pulmonary lobectomy: Two phases of innovation". CTSNet (بالإنجليزية). Archived from the original on 2025-01-25. Retrieved 2023-04-28.
- Witschi H (Nov 2001). "A short history of lung cancer". Toxicological Sciences (بالإنجليزية). 64 (1): 4–6. DOI:10.1093/toxsci/64.1.4. PMID:11606795.